# 栃木県道296号小山都賀線

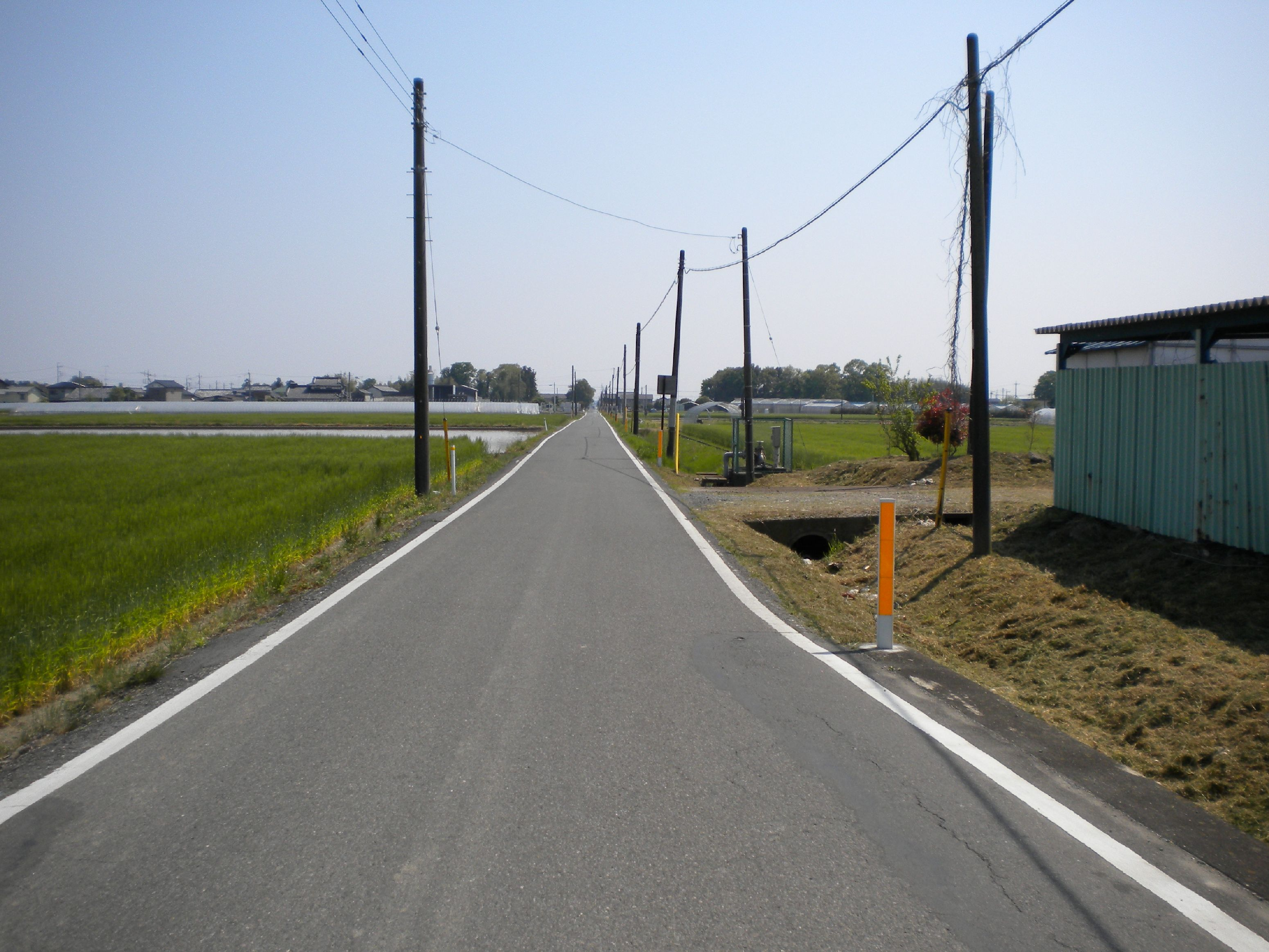
小山市大本付近

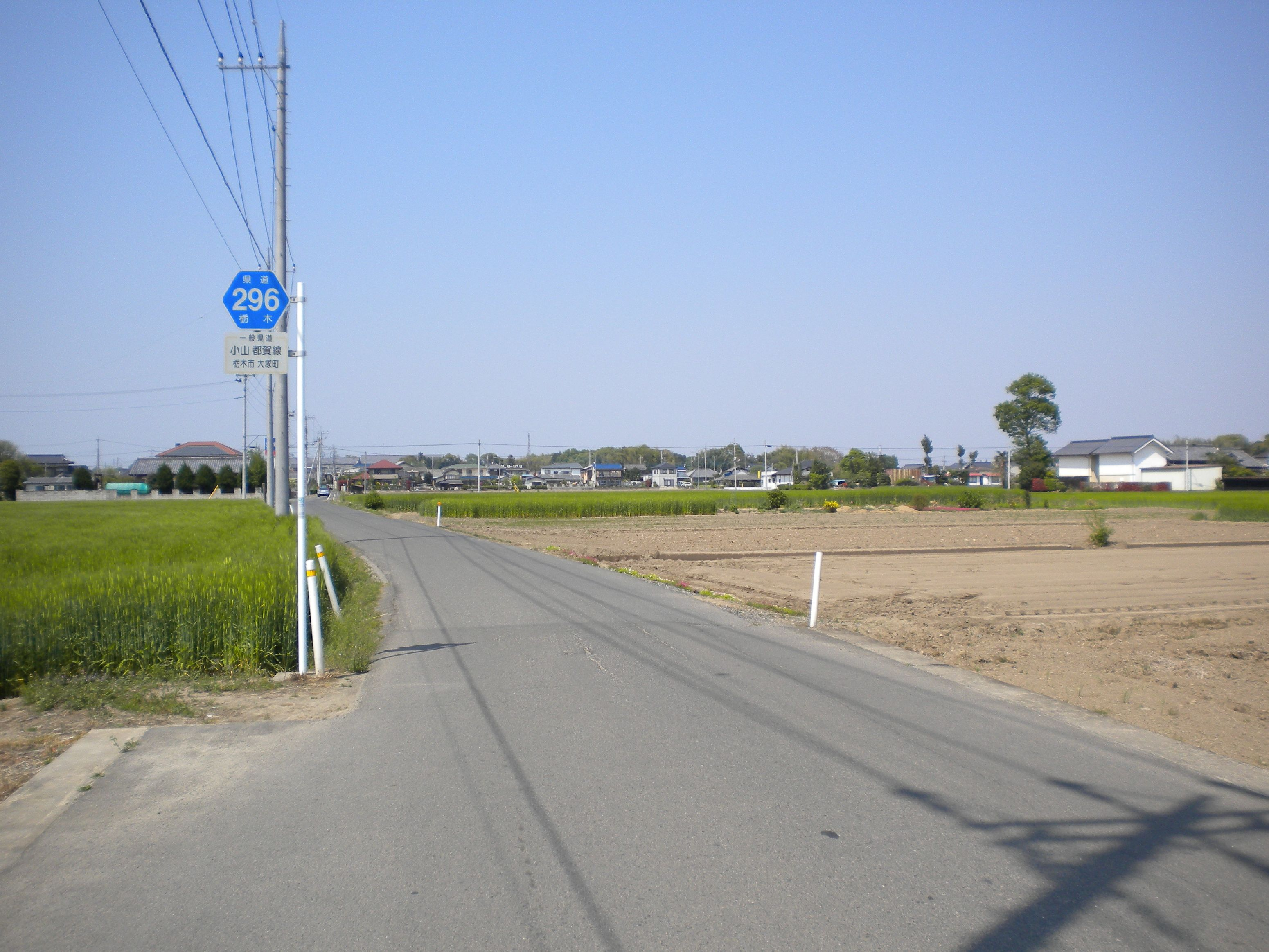
栃木市大塚町付近

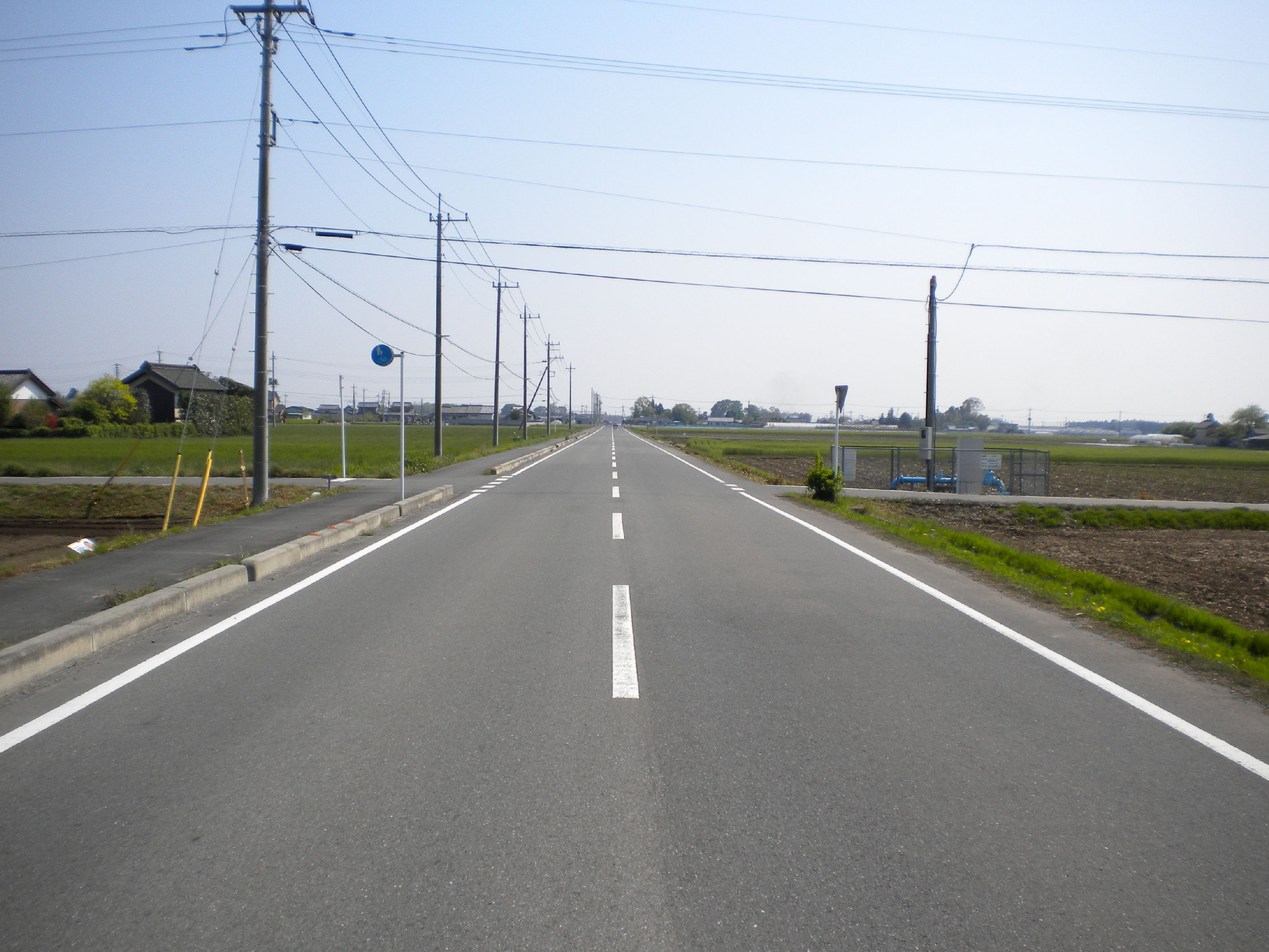
栃木市都賀町家中付近

栃木県道296号小山都賀線（とちぎけんどう296ごう おやまつがせん）は、栃木県小山市と栃木市を結ぶ一般県道である。

## 概要
小山市北部から栃木市東部の国府地区を経由して栃木市北部の都賀町家中に至る道路。栃木市内の一部では2車線化が行われているものの、路線の大部分が1.5車線以下の隘路となっている。また、本路線の西側には並行して本路線と比較して整備が進んでいる下都賀西部広域農道が走っており、小山市 - 栃木市家中地区間の連絡はそちらの利用が一般的となっている。

## 路線データ
- 総延長：10.244km
- 実延長：9.592km[1]
- 起点：栃木県小山市大字小薬（栃木県道33号小山環状線、栃木県道243号小山城内線交点）
- 終点：栃木県栃木市都賀町家中（家中交差点 = 栃木県道3号宇都宮亀和田栃木線交点）
- 指定：1978年（昭和53年）11月21日

## 通過する自治体
- 栃木県
  - 小山市 - 栃木市

## 交差する道路
- 栃木県道44号栃木二宮線 （栃木市寄居町 国府南小学校前交差点）
- 栃木県道2号宇都宮栃木線（栃木市惣社町 栃木市国府支所付近 - 栃木市大塚町 大塚町南交差点まで重複区間）
- 下都賀西部広域農道 （栃木市都賀町家中）

## 沿線施設
- 栃木市立国府南小学校
- 栃木市立国府北小学校
- 東武宇都宮線 野州大塚駅
- 家中郵便局